# Samuel J. Battle
 (novembre 2023).
Pour les articles homonymes, voir Battle.
Samuel Jesse Battle (né le 16 janvier 1883 et mort le 7 août 1966) était un officier de police américain et le premier officier afro-américain du département de police de la ville de New York, assermenté le 6 mars 1911,.

## Biographie
Il est né le 16 janvier 1883 à New Bern, en Caroline du Nord.
Son beau-frère était l’agent de police Moses P. Cobb, qui a commencé à travailler pour la police de Brooklyn au début des années 1890 avant l’unification de New York et a agi comme mentor de Battle. « Big Sam », comme on l’appelait – mesurant 6 pieds 3 pouces et pesant 280 livres – a gagné le respect de ses collègues officiers après avoir sauvé la vie d’un officier au début des années 1920. Ils ont ensuite voté pour l’autoriser à entrer à l’Académie des sergents. En tant que premier lieutenant noir du NYPD, lors des intenses émeutes de Harlem en 1935, après trois jours de violence, il a fait circuler des dépliants le représentant avec le jeune garçon souriant qui aurait été assassiné dans le sous-sol du grand magasin Kress.
Il a rejoint les forces de police en 1911, d’abord affecté à San Juan Hill, à Manhattan, le quartier dans lequel se trouve aujourd’hui le Lincoln Center, qui a précédé Harlem comme l’un des principaux quartiers afro-américains de Manhattan. Il fut bientôt transféré à Harlem, à mesure que la population afro-américaine y augmentait. Il deviendra plus tard le premier sergent de police afro-américain (1926), lieutenant (1935) et le premier commissaire des libérations conditionnelles afro-américain (1941).
En 1941, Battle commença à travailler comme commissaire des libérations conditionnelles, auprès de jeunes délinquants de Harlem. Il a lancé des programmes de réadaptation, tels que des camps d’été et des activités sportives pour les jeunes de Harlem. Lors d’une émeute raciale en 1943, déclenchée par la fusillade d’un suspect afro-américain par un policier blanc, Battle est appelé à la demande du maire républicain de New York, Fiorello LaGuardia, pour calmer le quartier de Harlem où les émeutes ont éclaté. Il rappelle que Lincoln s’est sacrifié pour la cause de la réconciliation et a apaisé les tensions. Battle a pris sa retraite en tant que commissaire des libérations conditionnelles en 1951, mais reste actif dans les activités communautaires du quartier de Harlem.
Il décède le 7 août 1966.

## Héritage
En 2009, l'intersection entre la 135ᵉ et Lenox Avenue à New York a été nommée en son honneur.
Battle est le sujet de la biographie d’Arthur Browne, One Righteous Man: Samuel Battle and the Shattering of the Color Line in New York  (Boston, Beacon Press, 2015).
Dans la série télévisée Watchmen, Battle (joué par Philly Plowden) a été montré en train d’introduire le personnage de Will Reeves, un autre policier noir, dans la police de New York en 1938, l’avertissant de la suprématie blanche dans la police américaine à laquelle il pourrait être confronté.
Battle figure en bonne place dans la biographie d’Eric K. Washington, Boss of the Grips: The Life of James H. Williams and the Red Caps of Grand Central Terminal (New York, Liveright, 2019), en tant qu’assistant en chef du personnage, frère de la société fraternelle et ami intime de la famille.